# Nicolas Höfler
Nicolas Höfler, född 9 mars 1990, är en tysk fotbollsspelare som spelar för SC Freiburg.

## Karriär
Höfler började spela fotboll i Herdwanger SV. Därefter spelade han mellan 2001 och 2005 för SC Pfullendorf innan han sedermera gick vidare till SC Freiburg. Med klubbens U19-lag var Höfler med och vann U19-Bundesliga 2008 och DFB-Junioren-Vereinspokal 2009 (tyska cupen för U19-lag). Den 20 december 2008 debuterade han för reservlaget i en 1–3-förlust mot Viktoria Aschaffenburg i Regionalliga.
Inför säsongen 2010/2011 flyttades Höfler upp i SC Freiburgs A-lag. I juni 2011 lånades han ut till Erzgebirge Aue på ett ettårigt låneavtal. Höfler debuterade för klubben i 2. Bundesliga den 20 augusti 2011 i en 1–1-match mot Eintracht Braunschweig, där han blev inbytt i den 66:e minuten mot Guido Koçer. I maj 2012 förlängdes låneavtal över ytterligare en säsong.
Efter två års utlåning till Erzgebirge Aue återvände han inför säsongen 2013/2014 till SC Freiburg. Höfler gjorde sin Bundesliga-debut den 24 augusti 2013 i en 3–3-match mot 1899 Hoffenheim, där han blev inbytt i den 83:e minuten mot Mensur Mujdža. Den 27 augusti 2013 gjorde Höfler sitt första Bundesliga-mål i en 1–1-match mot Bayern München.